# 于尼安维尔
于尼安维尔（法語：Unienville，法語發音：[ynjɛ̃vil]）是法国奥布省的一个市镇，属于奥布河畔巴尔区。

## 地理
于尼安维尔（48°19'37"N, 4°32'42"E）面积11.79 平方千米，位于法国大東部大區奥布省，该省份为法国中北部省份，北起马恩省，西接塞纳-马恩省，西南至约讷省，东南至科多尔省，东临上马恩省。
与于尼安维尔接壤的市镇（或旧市镇、城区）包括：阿芒斯、迪安维尔、热桑、瑞旺泽、拉罗蒂耶尔、特拉讷。

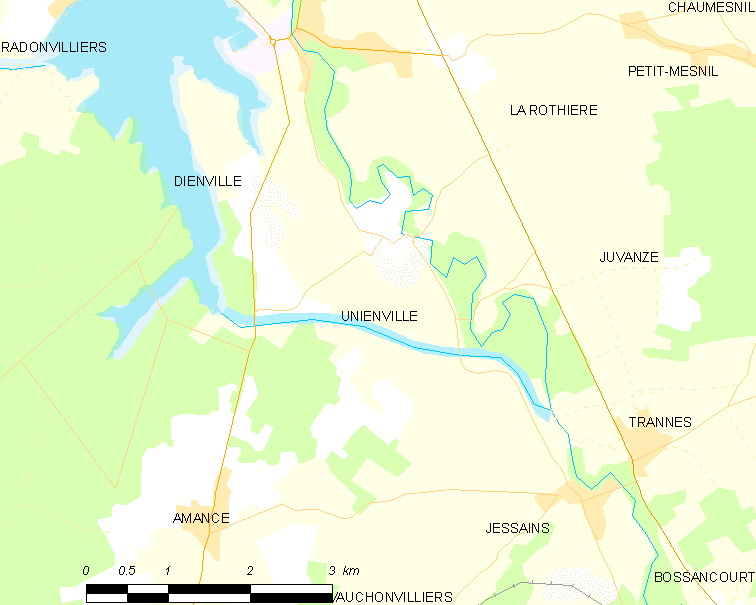
于尼安维尔的OSM定位图

于尼安维尔的时区为UTC+01:00、UTC+02:00（夏令时）。

## 行政
于尼安维尔的邮政编码为10140，INSEE市镇编码为10389。

## 政治
于尼安维尔所属的省级选区为布列讷堡县。

## 人口

1962-2008年间于尼安维尔人口变化图示

于尼安维尔于2022年1月1日时的人口数量为108人。